# Lasioglossum atrazureum
Lasioglossum atrazureum is een vliesvleugelig insect uit de familie Halictidae. De wetenschappelijke naam van de soort is voor het eerst geldig gepubliceerd in 1987 door Moure & Hurd.